# Rally Costa del Sol de 1971
El 8.º Rally Costa del Sol y II Universitario de 1971 fue la octava edición del Raly Costa del Sol y la decimonovena ronda de la temporada 1971 del Campeonato de España de Rally. Se celebró entre el 7 y 8 de diciembre de 1971. Contó con un coeficiente 4.2, y fue puntuable para el Campeonato de España de Rally. El resultado de esta prueba acabó siendo decisivo para la clasificación final del campeonato. Esta fue la última prueba de rally disputada como piloto de Bernard Tramont, que posteriormente se convertiría en el jefe de equipo de Renault Competición España.

## Clasificación final
| Pos. | Piloto                       | Copiloto             | Automóvil                 | Tiempo  | Diferencia |
| ---- | ---------------------------- | -------------------- | ------------------------- | ------- | ---------- |
| 1.   | Alberto Ruiz-Giménez         | Enrique de Sauto     | Fiat Abarth 2000 Gr. 6    | 1:32:44 | 0.0        |
| 2.   | José Manuel Lencina          | Ángel Luis Caballero | Porsche 911 S             | 1:32:48 | +4         |
| 3.   | Julio Gargallo "Roter Fogel" | Jaime Ramón Guerrero | Porsche 914/6             | 1:33:40 | +56        |
| 4.   | "Gregorio" Lucas Sainz       | "Chang-Lyn"          | Alpine A110 Renault 1440  | 1:34:17 | +1:33      |
| 5.   | Marc Etchebers               | José Miguel López    | Porsche 911 S             | 1:34:51 | +2:07      |
| 6.   | Bernard Tramont              | Ricardo Antolín      | Alpine A110 Renault 1600S |         |            |
| 7.   | Manuel Juncosa               | José Adell           | SEAT 1430 1600            |         |            |
| 8.   | Eugenio Baturone             | Jordi Sabater        | Alpine A110 SEAT 1500     |         |            |
| 9.   | «Correcaminos»               | González             | Alpine 1440 G             |         |            |
| 10.  | Ernesto Borau                | Luis Rosal           | Simca 1000 GT             |         |            |